# 云泉寺
云泉寺或云泉禅寺，位于中国河北省张家口市赐儿山，为张家口市桥西区的一个省级文物保护单位，类型为古建筑，公布时间为1993年7月15日。
云泉寺的历史年代为明、清。